# ریچل سنوت
ریچل آن سنوت (به انگلیسی: Rachel Anne Sennott) (۱۹ سپتامبر ۱۹۹۵) بازیگر و کمدین آمریکایی است. او برای بازی در مجموعهٔ تلویزیونی کمدی آنلاینش آیو و راشل مجرد هستند همراه با آیو ادبیری و برای بازی در فیلم شیوا بیبی در نقش دانیل شناخته شده‌است.

## اوایل زندگی
ریچل آن سنوت در ۱۹ سپتامبر ۱۹۹۵ در سیمزبری، کانکتیکات متولد شد. او از تبار ایتالیایی و ایرلندی است و کاتولیک بزرگ شده‌است. سنوت در ۲۰۱۴ از دبیرستان سیمزبری فارغ‌التحصیل شد.

## فیلم‌شناسی
| سال  | عنوان          | نقش       | یادداشت                            |
| ---- | -------------- | --------- | ---------------------------------- |
| ۲۰۱۸ | شیوا بیبی      | دانیل     | فیلم کوتاه                         |
| ۲۰۲۰ | تاهارا         | هانا روزن | فیلم بلند                          |
| ۲۰۲۰ | شیوا بیبی      | دانیل     | فیلم بلند؛ همچنین تهیه‌کننده اجرایی |
| ۲۰۲۳ | بالاخره سحر شد |           |                                    |
| TBA  | بدن، بدن، بدن  |           | در حال فیلمبرداری                  |

| سال  | عنوان                 | نقش      | یادداشت |
| ---- | --------------------- | -------- | ------- |
| ۲۰۱۸ | تعمیر و نگهداری بالا  |          | [ ۱۲ ]  |
| ۲۰۲۰ | آیو و راشل مجرد هستند |          | [ ۱۳ ]  |
| ۲۰۲۰ | گرفتن صحنه            |          | [ ۱۳ ]  |
| ۲۰۲۰ | حرف بزن               | خودش     | [ ۱۴ ]  |
| ۲۰۲۱ | به مادرت زنگ بزن      | جکی رینز | [ ۱۵ ]  |